# Wiener Neustadt

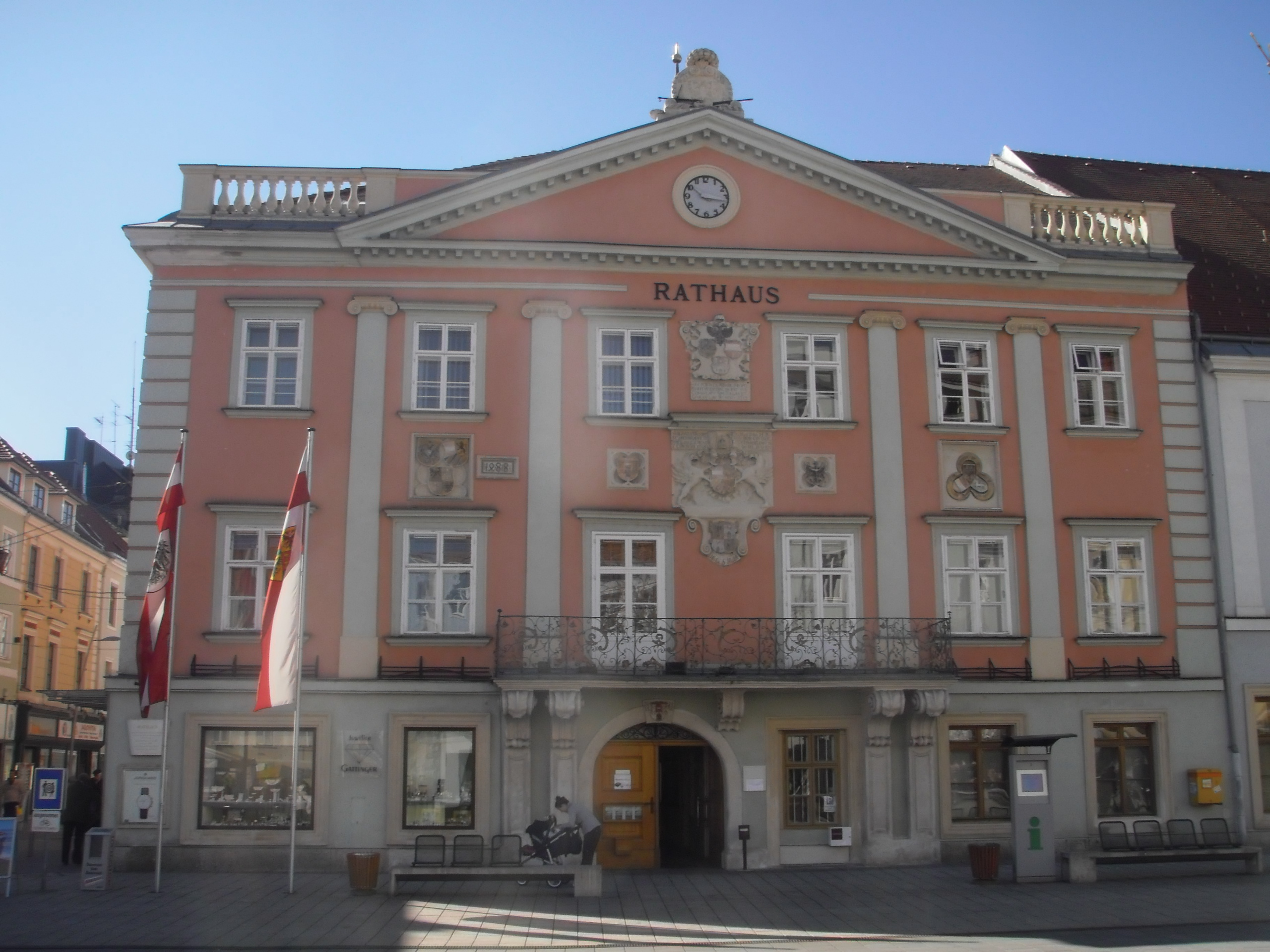
Tòa thị chính, trụ sở từ năm 1401.

Wiener Neustadt (phát âm tiếng Đức: [ˈviːnɐ ˈnɔʏ̯ʃtat]) là một thành phố nằm ở phía nam Vienna, thuộc bang Hạ Áo ở phía đông bắc Áo. Nó là một thành phố tự quản và là nơi đặt trụ sở của cơ quan hành chính huyện Wiener Neustadt-Land. Thành phố là địa điểm của một trong những học viện quân sự lâu đời nhất thế giới, Học viện Quân sự Theresia, được thành lập bởi Hoàng hậu Maria Theresia của Áo vào năm 1752 để đào tạo sĩ quan cho quân đội Áo.

## Lịch sử

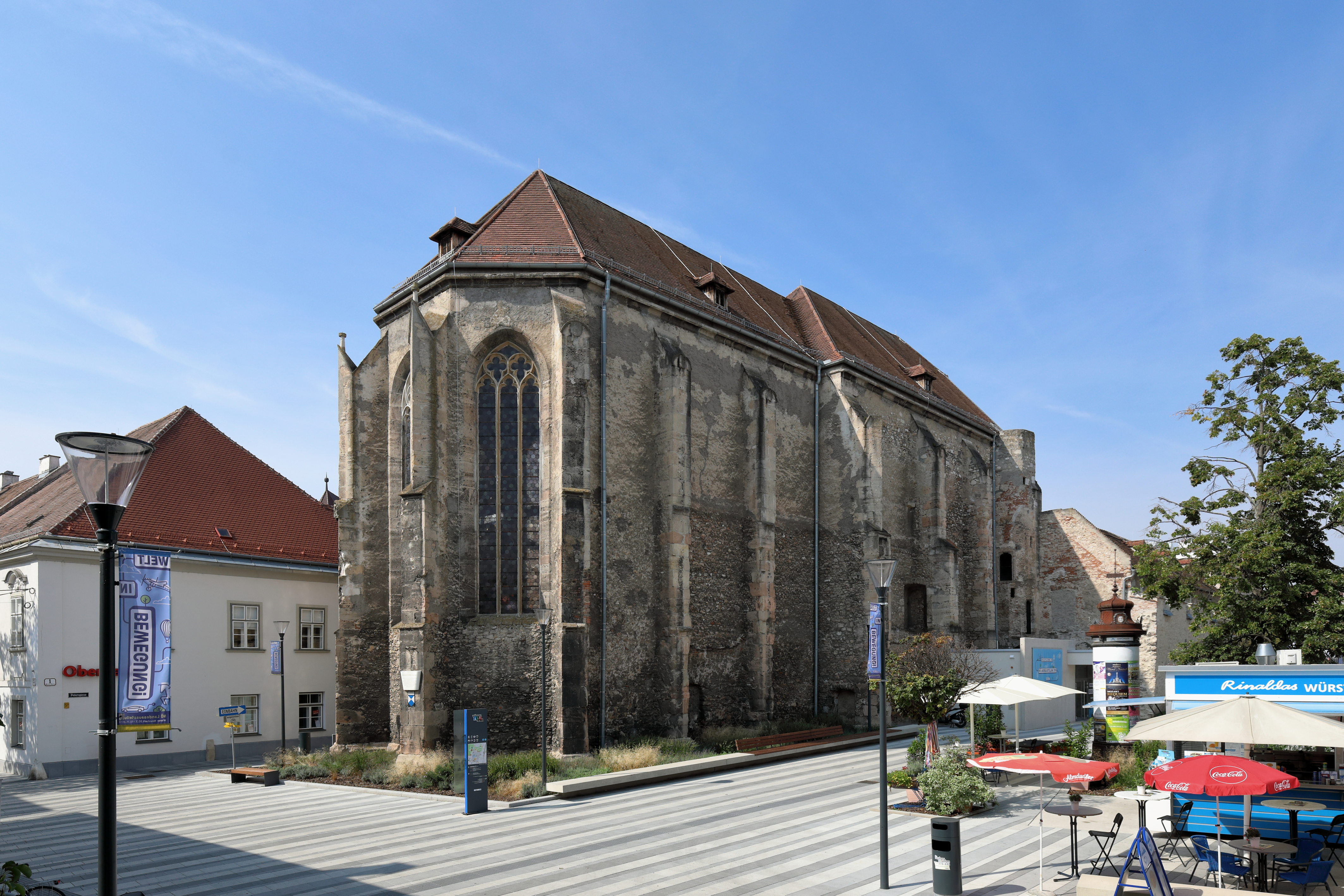
Nhà thờ St. Peter an der Sperr, đồng thời cũng là Bảo tàng Thành phố.

Khu vực này từng thuộc về Quận Pitten, được thừa kế bởi Phiên hầu tước Ottokar III của Steiermark vào năm 1158. Sau khi vương triều Otakar tuyệt tự sau cái chết của con trai ông Ottokar IV, Công quốc Steiermark được chuyển cho Nhà Babenberg của Áo  theo Hiệp ước Georgenberg. Công tước Leopold V của Áo thành lập thị trấn vào năm 1194 và tài trợ việc xây dựng một pháo đài gần biên giới Hungary bằng tiền chuộc vua Anh Richard Sư tử tâm, người mà trước đó ông đã bắt và giam giữ tại Lâu đài Dürnstein. Năm 1241, một toán kị binh Mông Cổ nhỏ đã đột kích Neustadt trong cuộc xâm lược của Mông Cổ ở Đế quốc La Mã Thần thánh nhưng sau đó đã bị Công tước Friederich và các hiệp sĩ của mình đẩy lui. Năm 1246,  người Hungary chiến thắng người Áo.
Wiener Neustadt, ít nhiều có nghĩa là  New Vienna  ("Thành phố Viên mới"), đã giành được những đặc quyền quan trọng được trao cho thành phố để giúp nó phát triển thịnh vượng. Nó vẫn là một phần của Styria. Sau Trận Marchfeld năm 1278, Wiener Neustadt rơi vào tay Nhà Habsburg và vào năm 1379 trở thành một công quốc cấu thành của Nội Áo. Vào thế kỷ 15, Wiener Neustadt trải qua một thời kỳ bùng nổ dân số khi Hoàng đế Friedrich III nhà Habsburg đến cư trú ở đây và thành lập Giáo phận Wiener Neustadt vào năm 1469. Vợ ông là Leonor của Bồ Đào Nha qua đời ở Wiener Neustadt vào năm 1467 và nhà thờ hậu Gothic của tu viện cổ Dòng Xitô có một tượng đài tưởng nhớ bà.  Wappenwand  (bức tường quốc huy) tại lâu đài địa phương trưng bày các quốc huy của lãnh thổ của ông ở giữa. Con trai ông là Maximilian I đặt triều đình của mình ở Wiener Neustadt và được chôn cất tại Nhà thờ St. George ở đây. Thị trấn sau đó cũng có một cộng đồng Do Thái lớn với Giáo sĩ Israel Isserlin là thành viên đáng chú ý nhất cho đến khi toàn bộ người Do Thái bị trục xuất theo lệnh của Hoàng đế Maximilian I vào năm 1496.
Vua Mátyás Corvin của Hungary, một đối thủ lâu năm của nhà Habsburg đã chinh phục thành phố vào tháng 8 năm 1487 sau khi bao vây thành phố này trong hai năm. Theo truyền thuyết, ông đã dành tặng Cúp Corvinus tuyệt đẹp cho cư dân sau chiến thắng của mình. Maximilian I đã tìm cách tái chiếm thành phố quê hương vào năm 1490. Trong thế kỷ 16, Wiener Neustadt không còn là nơi cư trú của hoàng gia và không còn là nơi quan trọng. Tuy nhiên, nó vẫn được coi là bức tường thành chống lại người Thổ và Kuruc.

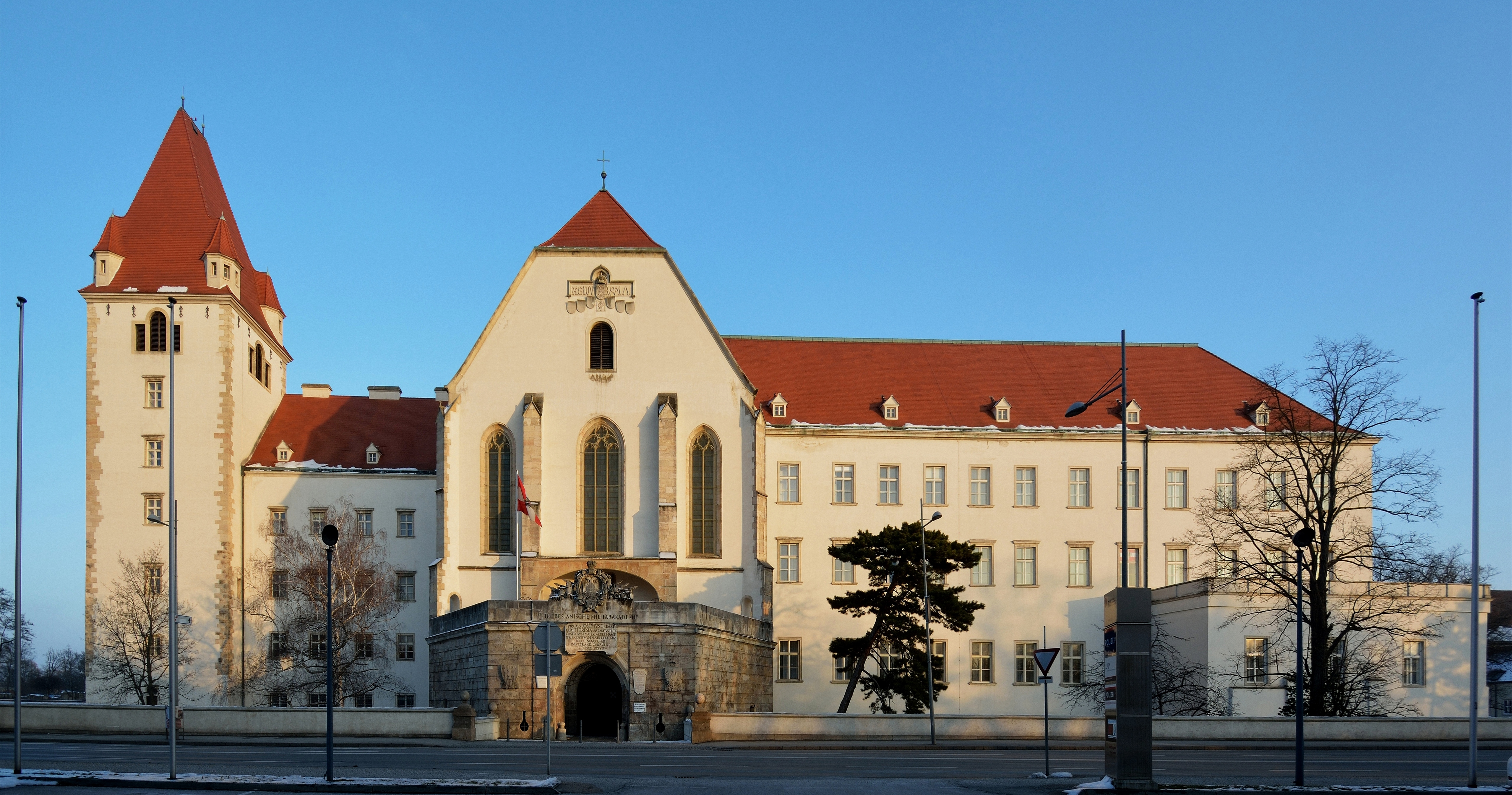
Học viện Quân sự

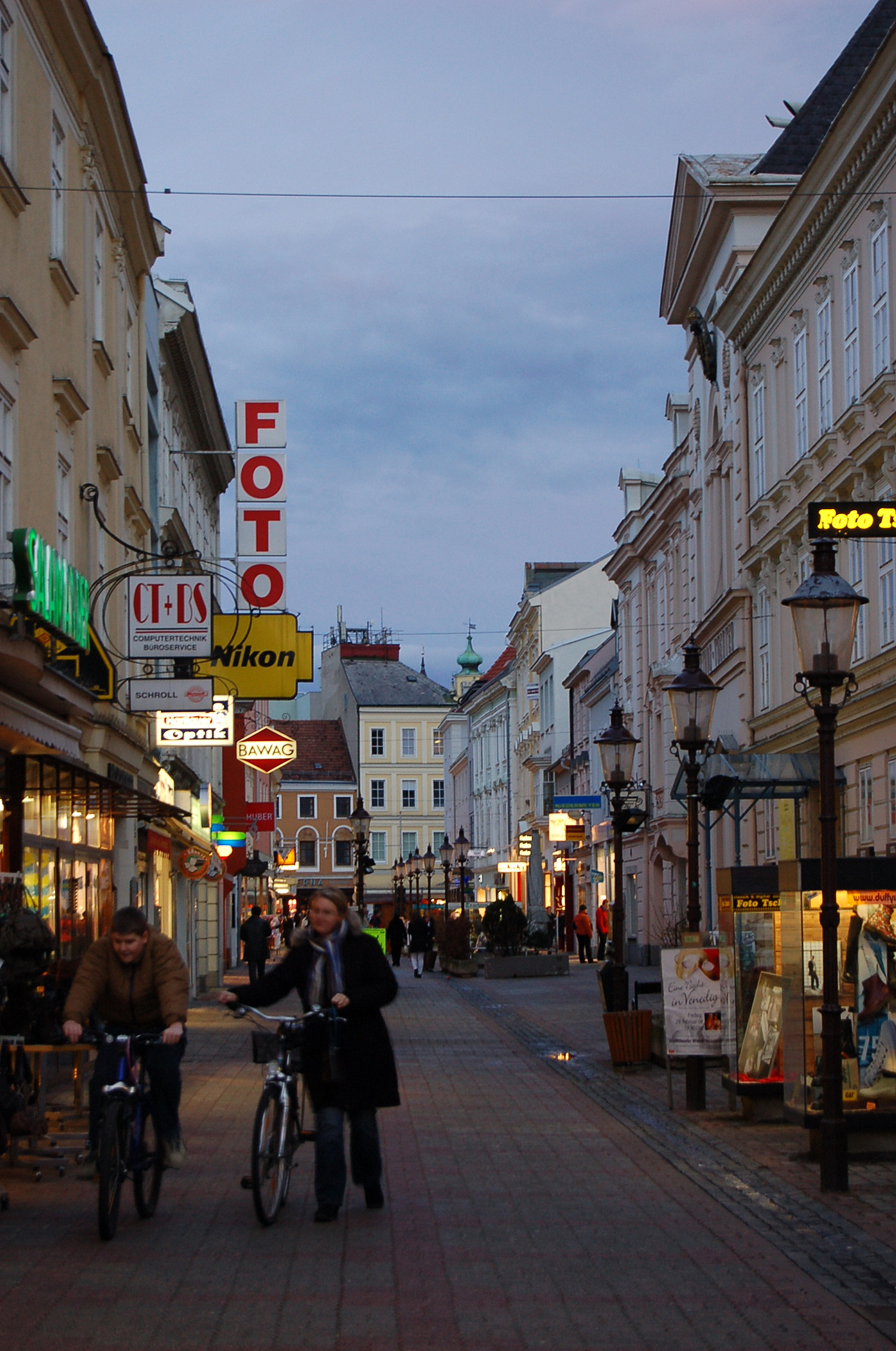
Phố Herzog-Leopold tại quảng trường Hauptplatz.

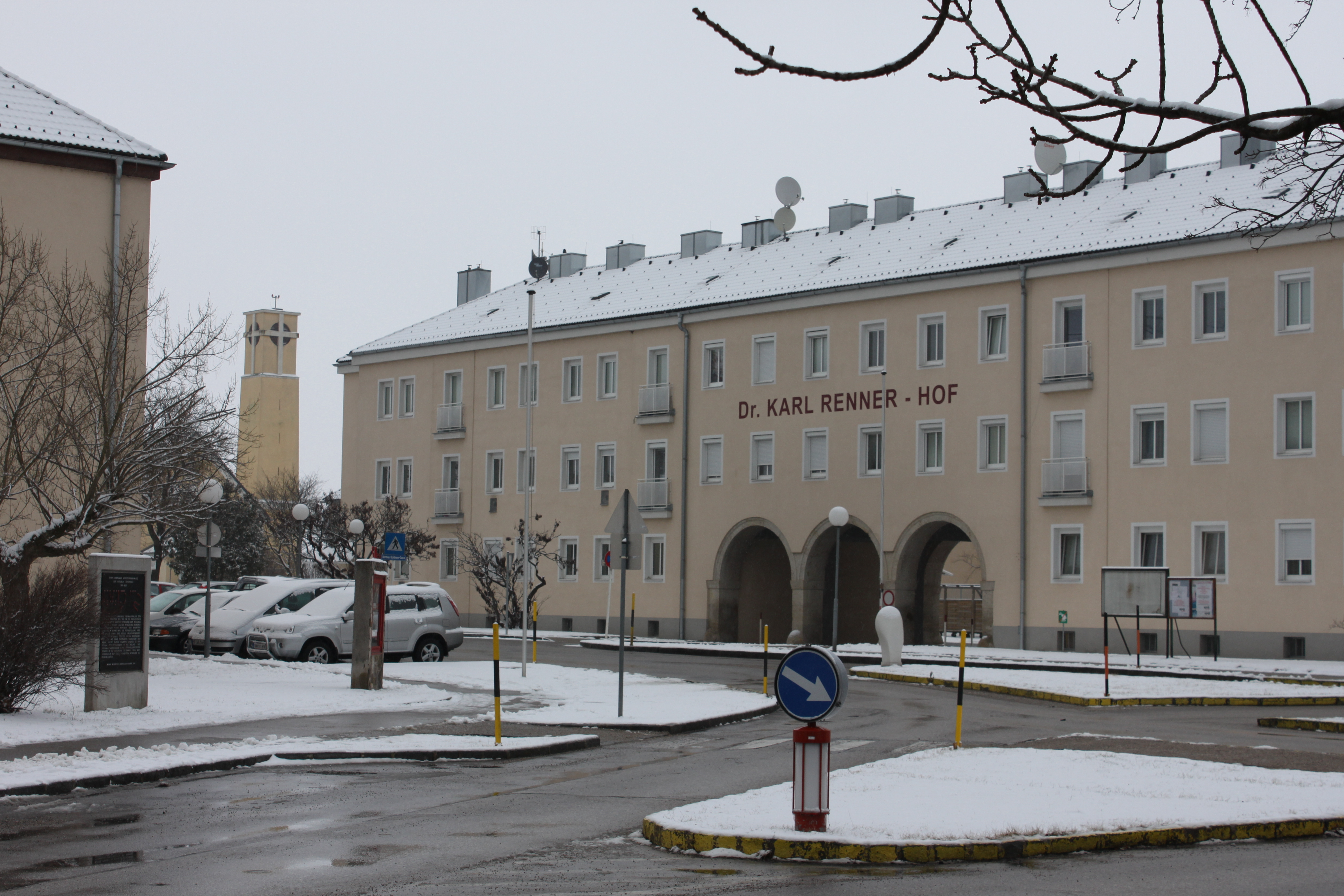
Tòa chung cư Dr.-Karl-Renner-Hof.

Neustadt là nơi mà hoàng đế Rudolf II đã ban cho tín đồ Tin lành Bohemia vào năm 1609, Majestätsbrief hay chứng thư về quyền bình đẳng. Việc thu hồi bằng chứng thư này đã giúp kết thúc Chiến tranh ba mươi năm.
Năm 1751, thành phố nhận được sự chú ý lớn hơn khi Hoàng hậu Maria Theresia của Áo quyết định thành lập Học viện Quân sự đầu tiên trên thế giới, lấy lâu đài hoàng gia trong thành phố làm cơ sở. Học viện Quân sự Theresia hoạt động từ năm 1752 cho đến ngày nay với chỉ một vài lần bị gián đoạn (Erwin Rommel được bổ nhiệm làm chỉ huy sau  Anschluss  ở Áo vào năm 1938). Năm 1768, Wiener Neustadt bị phá hủy bởi một trận động đất làm hư hại lâu đài, lâu đài được xây dựng lại theo kế hoạch của kiến trúc sư Nicolò Pacassi. Năm 1785, Hoàng đế Joseph II nhà Habsburg đã chuyển Toà thánh giáo phận Wiener Neustadt cho Sankt Pölten.
Vào thế kỷ 19, thành phố gần như được xây dựng lại hoàn toàn sau trận hỏa hoạn tàn phá năm 1834, trở thành một thành phố công nghiệp, đặc biệt là sau khi khai trương Đường sắt Nam Áo vào năm 1841. Năm 1909, "sân bay chính thức đầu tiên của Áo" được khánh thành ở phía bắc thành phố. Nó phục vụ như một sân tập cho những người tiên phong về máy bay Igo Etrich, Karl Illner và Adolf Warchalowski tiến hành các thử nghiệm.
Cuộc đình công ở Áo-Hung vào tháng 1 năm 1918 được bắt đầu ở Wiener Neustadt bởi các công nhân từ nhà máy Daimler Áo chuyên sản xuất vũ khí, lấy cảm hứng từ việc đảng Bolshevik giành chính quyền để thực hiện hành động đình công để phản đối chiến tranh. Một yếu tố quan trọng trong cuộc đình công là việc giảm một nửa khẩu phần bột mì. Porsche đã gặp các công nhân và đồng ý đến Vienna để nói chuyện với Bộ trưởng Bộ Lương thực. Tuy nhiên, lời cầu xin công nhân quay trở lại làm việc của ông đã bị phớt lờ và họ đã diễu hành ở Tòa thị chính. Tại đây họ cùng với các công nhân khác từ nhà máy đầu máy, xưởng sản xuất bộ tản nhiệt, xưởng máy bay và các nhà máy đạn dược địa phương của G. Rath và Lichtenwörther. Vào ngày 14 tháng 1, hơn 10.000 công nhân đã tập trung bên ngoài tòa thị chính để phàn nàn về việc giảm một nửa khẩu phần bột mì. Lấy cảm hứng từ Cách mạng Nga, các công nhân đã thành lập Hội đồng công nhân.
Trong Chiến tranh thế giới thứ hai, mục tiêu chiến lược ở Wiener Neustadt bao gồm các bãi tập kết, nhà máy Wiener Neustädter Flugzeugwerke (WNF), và hai nhà máy Raxwerke sử dụng lao động cưỡng bức bị giam giữ tại trại tập trung Mauthausen-Gusen đã nhiều lần bị bị đánh bom. Các hoạt động ném bom như Operation Pointblank chỉ để lại 18 trong số 4.000 tòa nhà không bị hư hại.

## Khí hậu
Nhiệt độ trung bình hàng tháng nói chung là mát mẻ ( xem bảng bên dưới ), trong đó các tháng mùa hè đạt 21–26 °C (70–79 °F) và các tháng mùa đông đạt trên mức đóng băng vài độ vào ban ngày.
| Dữ liệu khí hậu của Wiener Neustadt (1971–2000)          | Dữ liệu khí hậu của Wiener Neustadt (1971–2000) | Dữ liệu khí hậu của Wiener Neustadt (1971–2000) | Dữ liệu khí hậu của Wiener Neustadt (1971–2000) | Dữ liệu khí hậu của Wiener Neustadt (1971–2000) | Dữ liệu khí hậu của Wiener Neustadt (1971–2000) | Dữ liệu khí hậu của Wiener Neustadt (1971–2000) | Dữ liệu khí hậu của Wiener Neustadt (1971–2000) | Dữ liệu khí hậu của Wiener Neustadt (1971–2000) | Dữ liệu khí hậu của Wiener Neustadt (1971–2000) | Dữ liệu khí hậu của Wiener Neustadt (1971–2000) | Dữ liệu khí hậu của Wiener Neustadt (1971–2000) | Dữ liệu khí hậu của Wiener Neustadt (1971–2000) | Dữ liệu khí hậu của Wiener Neustadt (1971–2000) |
| Tháng                                                    | 1                                               | 2                                               | 3                                               | 4                                               | 5                                               | 6                                               | 7                                               | 8                                               | 9                                               | 10                                              | 11                                              | 12                                              | Năm                                             |
| -------------------------------------------------------- | ----------------------------------------------- | ----------------------------------------------- | ----------------------------------------------- | ----------------------------------------------- | ----------------------------------------------- | ----------------------------------------------- | ----------------------------------------------- | ----------------------------------------------- | ----------------------------------------------- | ----------------------------------------------- | ----------------------------------------------- | ----------------------------------------------- | ----------------------------------------------- |
| Cao kỉ lục °C (°F)                                       | 19.0 (66.2)                                     | 19.6 (67.3)                                     | 25.3 (77.5)                                     | 27.0 (80.6)                                     | 30.7 (87.3)                                     | 34.5 (94.1)                                     | 36.9 (98.4)                                     | 37.4 (99.3)                                     | 33.5 (92.3)                                     | 25.6 (78.1)                                     | 20.9 (69.6)                                     | 19.7 (67.5)                                     | 37.4 (99.3)                                     |
| Trung bình ngày tối đa °C (°F)                           | 3.2 (37.8)                                      | 5.5 (41.9)                                      | 10.1 (50.2)                                     | 15.2 (59.4)                                     | 20.5 (68.9)                                     | 23.2 (73.8)                                     | 25.7 (78.3)                                     | 25.4 (77.7)                                     | 20.6 (69.1)                                     | 14.8 (58.6)                                     | 7.8 (46.0)                                      | 4.2 (39.6)                                      | 14.7 (58.5)                                     |
| Trung bình ngày °C (°F)                                  | −0.8 (30.6)                                     | 0.7 (33.3)                                      | 4.6 (40.3)                                      | 9.2 (48.6)                                      | 14.5 (58.1)                                     | 17.6 (63.7)                                     | 19.7 (67.5)                                     | 19.1 (66.4)                                     | 14.6 (58.3)                                     | 9.1 (48.4)                                      | 3.5 (38.3)                                      | 0.5 (32.9)                                      | 9.4 (48.9)                                      |
| Tối thiểu trung bình ngày °C (°F)                        | −4.2 (24.4)                                     | −3.1 (26.4)                                     | 0.2 (32.4)                                      | 4.1 (39.4)                                      | 8.6 (47.5)                                      | 11.9 (53.4)                                     | 13.8 (56.8)                                     | 13.5 (56.3)                                     | 9.9 (49.8)                                      | 5.0 (41.0)                                      | 0.3 (32.5)                                      | −2.6 (27.3)                                     | 4.8 (40.6)                                      |
| Thấp kỉ lục °C (°F)                                      | −24.9 (−12.8)                                   | −24.4 (−11.9)                                   | −23.4 (−10.1)                                   | −5.8 (21.6)                                     | −1.4 (29.5)                                     | 0.8 (33.4)                                      | 4.2 (39.6)                                      | 4.4 (39.9)                                      | 0.3 (32.5)                                      | −9.1 (15.6)                                     | −17.8 (0.0)                                     | −21.7 (−7.1)                                    | −24.9 (−12.8)                                   |
| Lượng Giáng thủy trung bình mm (inches)                  | 25.5 (1.00)                                     | 25.3 (1.00)                                     | 38.0 (1.50)                                     | 43.0 (1.69)                                     | 70.5 (2.78)                                     | 81.9 (3.22)                                     | 80.1 (3.15)                                     | 70.6 (2.78)                                     | 55.9 (2.20)                                     | 35.7 (1.41)                                     | 42.0 (1.65)                                     | 30.5 (1.20)                                     | 599.0 (23.58)                                   |
| Lượng tuyết rơi trung bình cm (inches)                   | 15.0 (5.9)                                      | 11.5 (4.5)                                      | 10.1 (4.0)                                      | 1.6 (0.6)                                       | 0.0 (0.0)                                       | 0.0 (0.0)                                       | 0.0 (0.0)                                       | 0.0 (0.0)                                       | 0.0 (0.0)                                       | 0.1 (0.0)                                       | 6.9 (2.7)                                       | 11.5 (4.5)                                      | 56.7 (22.3)                                     |
| Số ngày giáng thủy trung bình (≥ 1.0 mm)                 | 5.6                                             | 5.4                                             | 7.2                                             | 7.7                                             | 9.4                                             | 10.5                                            | 8.8                                             | 8.6                                             | 7.4                                             | 5.7                                             | 6.9                                             | 6.7                                             | 89.9                                            |
| Độ ẩm tương đối trung bình (%) (at 14:00)                | 70.8                                            | 63.9                                            | 55.7                                            | 50.4                                            | 52.3                                            | 53.0                                            | 49.6                                            | 50.3                                            | 55.1                                            | 60.1                                            | 69.8                                            | 72.9                                            | 58.7                                            |
| Số giờ nắng trung bình tháng                             | 64.0                                            | 92.8                                            | 133.7                                           | 170.8                                           | 218.9                                           | 214.6                                           | 240.8                                           | 225.8                                           | 166.4                                           | 125.1                                           | 68.9                                            | 51.9                                            | 1.773,7                                         |
| Phần trăm nắng có thể                                    | 26.1                                            | 35.8                                            | 40.0                                            | 45.7                                            | 51.5                                            | 50.8                                            | 56.5                                            | 56.2                                            | 49.2                                            | 41.7                                            | 27.8                                            | 22.3                                            | 42.0                                            |
| Nguồn: Central Institute for Meteorology and Geodynamics |                                                 |                                                 |                                                 |                                                 |                                                 |                                                 |                                                 |                                                 |                                                 |                                                 |                                                 |                                                 |                                                 |

## Điểm tham quan chính

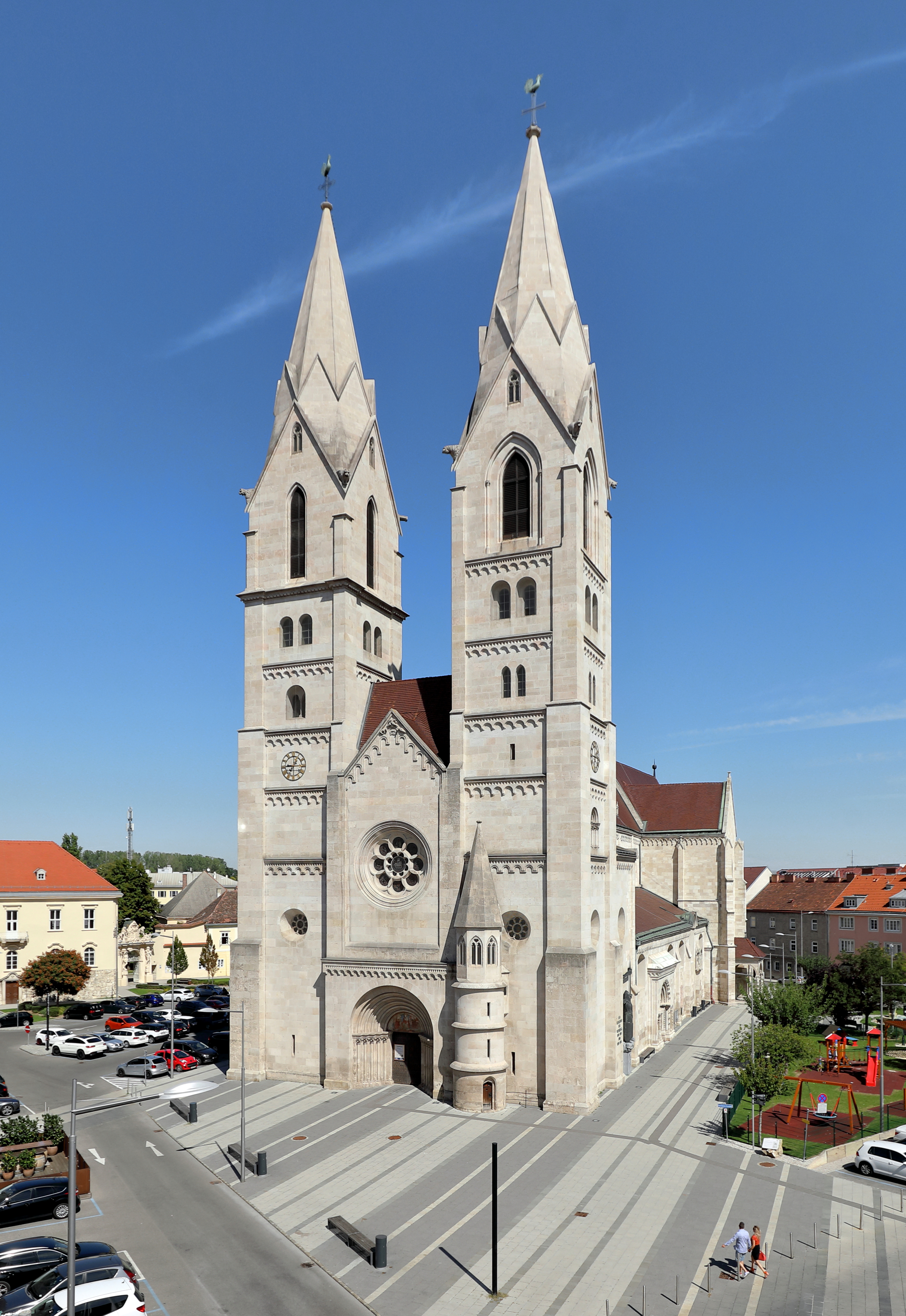
Thánh đường

- Nhà thờ phong cách Hậu Roman,  Dom , được khai cung vào năm 1279 và được xây dựng từ năm 1469 đến năm 1785. Chỗ ngồi của đội hợp xướng và gian ngang theo phong cách Gothic có từ thế kỷ 14. Vào cuối thế kỷ 15, 12 bức tượng Tông đồ đã được thêm vào chỗ tụng niệm trong khi bức tượng bán thân của Hồng y Melchior Klesl được cho là của Gian Lorenzo Bernini.
- Nhà thờ  St. Peter an der Sperr  cổ được dựng lên vào thế kỷ 13 và được sửa đổi vào giữa thế kỷ 15 bởi kiến trúc sư đế quốc Peter von Pusica. Được thế tục hóa thế kỷ 19 và hiện nay được sử dụng để triển lãm.
- Học viện Quân sự Theresia, được một lâu đài bốn tầng trước đây có từ thế kỷ 13, sau này được sử dụng làm nơi ở của Friedrich III nhà Habsburg. Sau đó, nó đã được mở rộng và Nhà nguyện St. George được xây dựng vào giữa thế kỷ 15: nó có các đồ thủy tinh đáng chú ý và có lăng mộ của Hoàng đế Maximilian I. Nó trở thành trụ sở của Học viện vào năm 1752. Sau khi bị phá hủy trong Thế chiến II, nó đã được được xây dựng lại về diện mạo ban đầu.

- Tháp nước

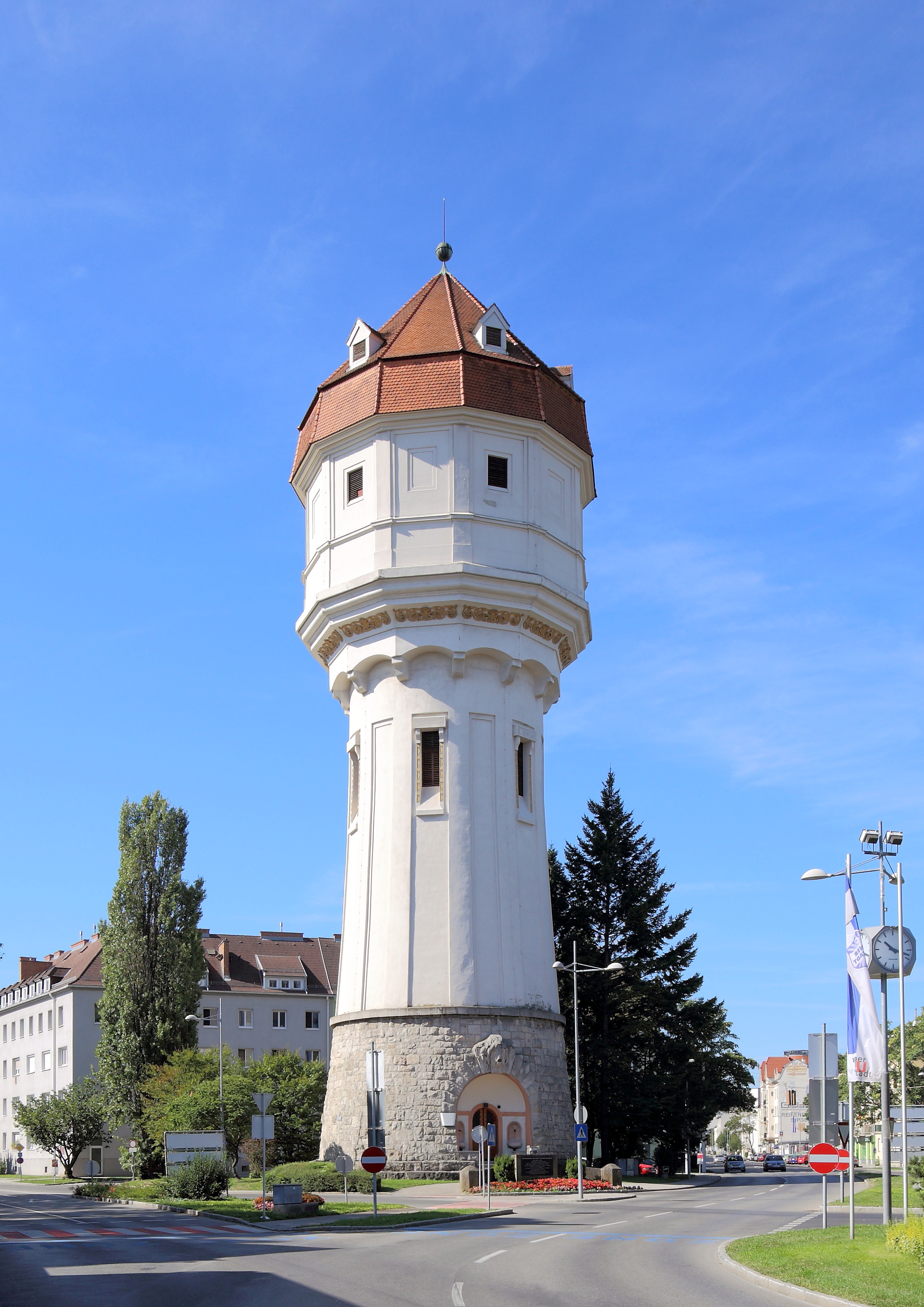
Tháp nước

- Tháp tra tấn ( Reckturm  có từ đầu thế kỷ 13), hiện là nơi lưu trữ một bộ sưu tập vũ khí tư nhân.
- Mariensäule (một cột bệnh dịch ở Hauptplatz)
- Nhà thờ Dòng Phan Sinh Lúp dài, được ghi nhận từ thế kỷ 13. Trong công trình ban đầu ngày nay có thể nhìn thấy chỗ ngồi của đội hợp xướng Gothic (cuối thế kỷ 14) và các bức tượng của Thánh Mary và Thánh James.
- Các bức tường thời Trung cổ, được xây dựng bằng cách sử dụng tiền chuộc Richard I của Anh.
- Bảo tàng cộng đồng Wiener Neustadt Lưu trữ ngày 22 tháng 2 năm 2012 tại Wayback Machine
- Kho lưu trữ thành phố
- Bảo tàng hàng không Aviaticum [11]
- Bảo tàng công nghiệp [12]
- Bảo tàng bệnh viện

- Bảo tàng khoáng vật học

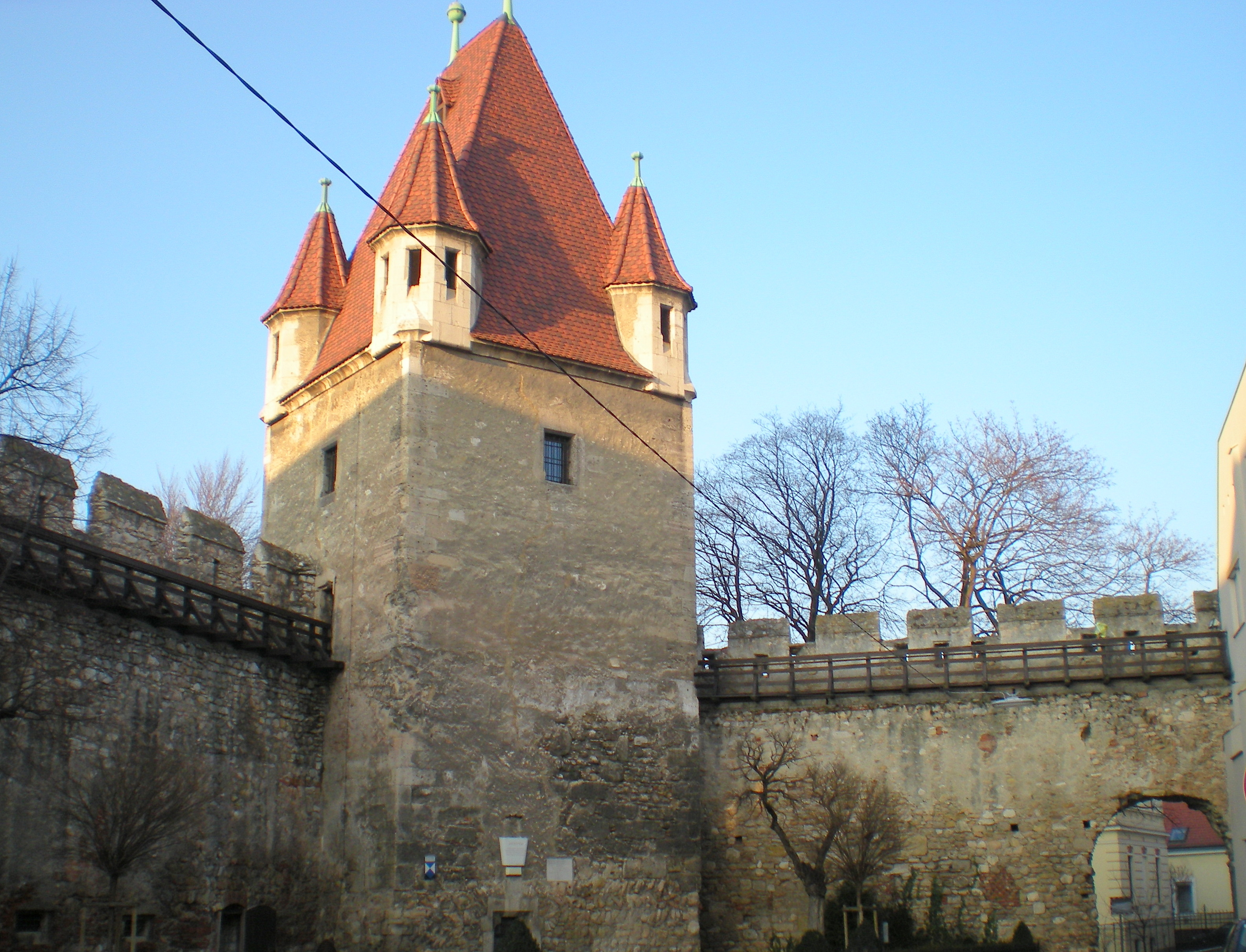
Tháp có tường thành.

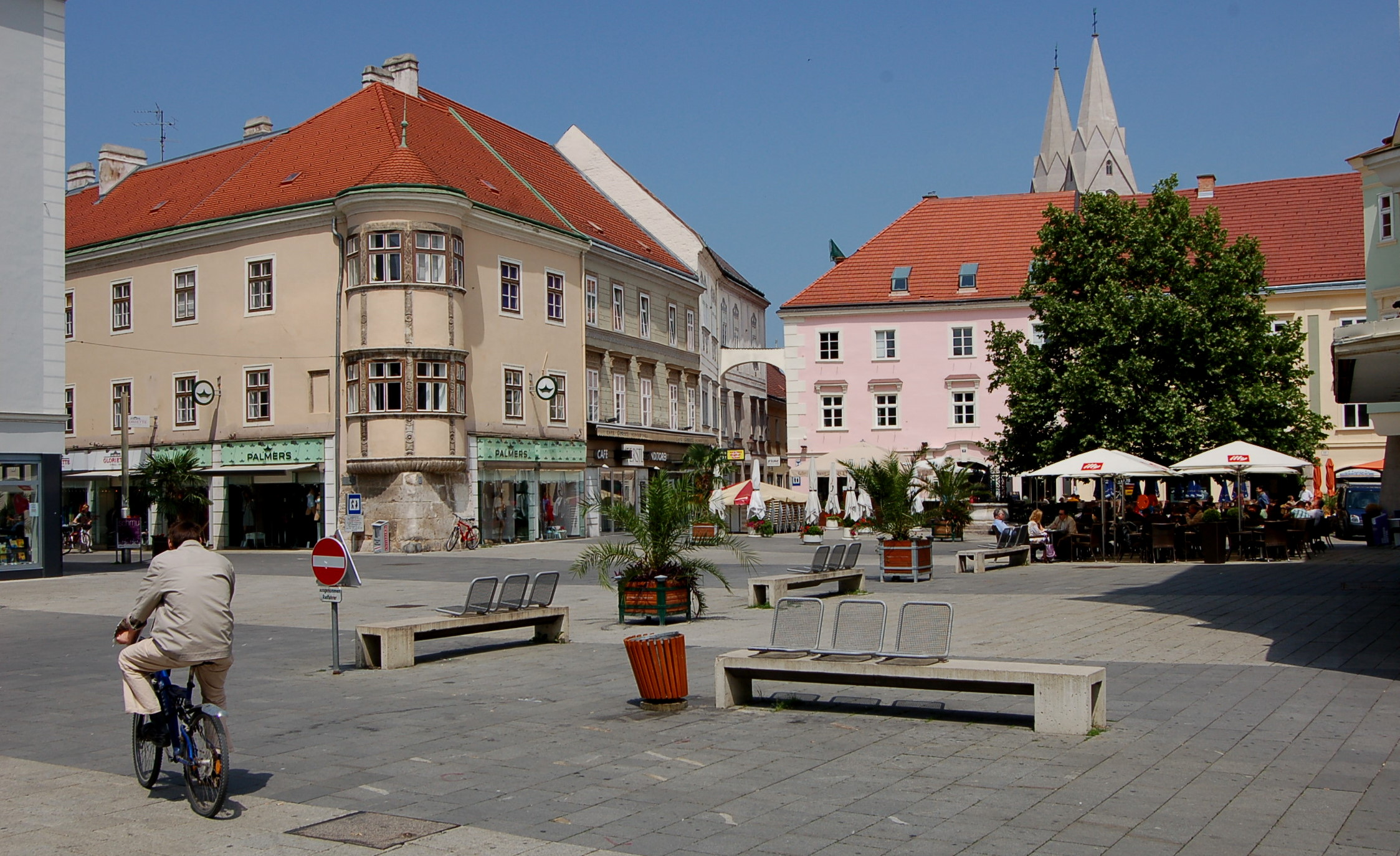
Quảng trường phía Tây thành phố Hauptplatz.

- Kasematten, một pháo đài thời trung cổ và bức tường thành mở rộng, được tái tạo lại một phần và mở cửa cho khách tham quan để chuẩn bị cho triển lãm Hạ Áo 2019

## Vận tải
Wiener Neustadt Hauptbahnhof (ga chính) kết nối Wiener Neustadt với các trung tâm dân cư lớn khác. Nó được sở hữu và điều hành bởi Đường sắt Liên bang Áo. Wiener Neustadt cũng được phục vụ bởi Autobahn.
Thành phố có hai sân bay (Sân bay Tây Wiener Neustadt của quân đội là sân bay đầu tiên ở Áo và Sân bay Đông Wiener Neustadt dân dụng) và là điểm khởi đầu của kênh đào Wiener Neustadt được thiết kế để dẫn đến Trieste nhưng chưa bao giờ hoàn thành.

## Hội đồng địa phương
Bầu cử vào tháng 1 năm 2020:
- ÖVP 19 ghế
- SPÖ 11 ghế
- FPÖ 6 ghế
- The Greens - The Green Alternative (Đảng Xanh) 4 chỗ

Tổng: 40 chỗ

## Thị trưởng
- 1945–1965: Rudolf Wehrl
- 1965–1984: Hans Barwitzius
- 1984–1993: Gustav Kraupa
- 1993–1997: Peter Wittmann
- 1997–2005: Traude Dierdorf
- 2005–2015: Bernhard Müller[14]
- từ 2015: Klaus Schneeberger [15]

## Trường đại học, trường trung cấp chuyên nghiệp, học viện dạy nghề
Fachhochschule đầu tiên và lớn nhất của Áo về kinh doanh và kỹ thuật, Đại học Khoa học Ứng dụng Wiener Neustadt nằm ở đây.

## Quan hệ đối tác cấp TP
- Monheim am Rhein, North Rhine-Westphalia, Đức
- Desenzano del Garda, Ý
- Cáp Nhĩ Tân,  Cộng hòa Nhân dân Trung Hoa (PRC)

## Sự phát triển của thành phố
Phần mở rộng gần đây nhất của thành phố là  Civitas Nova , tiếng Latinh có nghĩa là  thành phố mới , một dự án đầy tham vọng về một trung tâm công nghiệp, nghiên cứu và thương mại. Vào năm 2015, tại khu vực Civitas Nova, một trung tâm điều trị ung thư bằng liệu pháp ion đã được mở dưới tên MedAustron.

## Văn hóa
Năm 1996, Wiener Neustadt đã nhận được sự chú ý của quốc tế khi cái gọi là "vỉa hè" do nghệ sĩ Nhật Bản Tadashi Kawamata thiết kế được xây dựng xung quanh quảng trường chính. Wiener Neustadt là bối cảnh cho cuốn sách  Sự trở lại bất đắc dĩ: Hành trình của một người sống sót đến một thị trấn Áo .

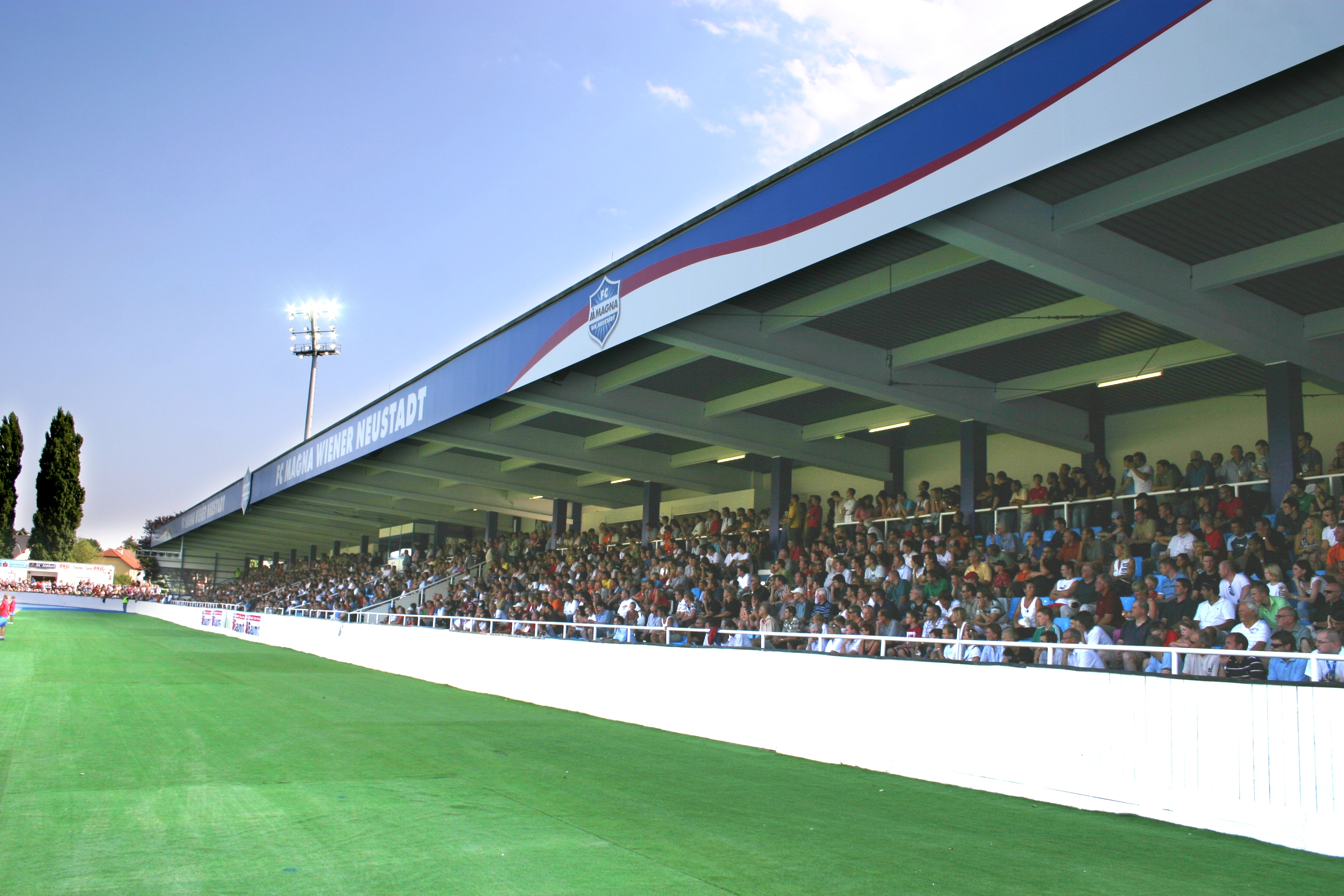
Sân vận động Wiener Neustadt.

## Thể thao
SC Wiener Neustadt đã chơi ở Giải bóng đá hạng nhất quốc gia Áo.
Vào năm 1995, Wiener Neustadt là chủ nhà của Speedway Grand Prix of Austria 1995 . Đây là giải Austrian SGP đầu tiên và duy nhất cho đến nay.
Giải vô địch cưỡi ngựa nghệ thuật châu Âu năm 2015 dành cho trẻ em, thanh thiếu niên và các tay đua trẻ được tổ chức tại hồ Arena, ngoại ô Wiener Neustadt.
Wiener Neustadt là chủ nhà vòng thứ sáu của Red Bull Air Race World Championship 2018.
Thành phố là quê hương của một đội bóng chày và bóng mềm được gọi là "Diving Ducks", đã thành công trong cả nước và quốc tế. Họ có các đội thuộc nhiều nhóm tuổi khác nhau, bắt đầu từ đội trẻ nhất đến đội bóng mềm "Crazy Chicklets", đội lớn "Rubber Ducks" cũng như đội chuyên nghiệp của họ là "Diving Ducks".

## Con người
- Maximilian I của Thánh chế La Mã
- Israel Isserlein, (1390–1460), người Slovenia và giáo sĩ Do thái người Đức[20]
- Vương hậu Maria Anna của Tây Ban Nha (1634–1696)
- Johanna Beisteiner, (sinh năm 1976), nghệ sĩ guitar cổ điển
- Elazar Benyoëtz[21]
- Thérèse de Dillmont tác giả về hàng dệt may
- Joseph Matthias Hauer, nhà soạn nhạc
- Karl Merkatz, diễn viên
- Carl von In der Maur, chính khách người Áo (1852–1913)
- Kurt Ingerl, (1935–1999), nhà điêu khắc[cần dẫn nguồn]
- Irfan Skiljan, lập trình viên máy tính và là người tạo ra IrfanView hiện đang làm việc tại Wiener Neustadt.
- Viktor Gernot, diễn viên và diễn viên hài.[cần dẫn nguồn]
- Arnold Grabner, chính trị gia và Phó chủ tịch của OeOC[cần dẫn nguồn]
- Michael Haneke, (sinh năm 1942), đạo diễn phim
- Werner Schlager, Vận động viên bóng bàn chuyên nghiệp
- Dominic Thiem, vận động viên quần vợt

## Các thành phố lân cận
- Theresienfeld
- Neudörfl
- Lichtenwörth
- Katzelsdorf
- Weikersdorf am Steinfelde
- Bad Fischau-Brunn